# Harmanus Johannes Groote Balderhaar ten Velde
Harmanus Johannes Groote Balderhaar ten Velde (Hardenberg, 10 april 1884 – Zwarte Water, 8 maart 1922) was een Nederlands burgemeester.
Groote Balderhaar werd geboren als zoon van Joannes Gerardus ten Velde (1842 - 1928) en Johanna Maria Groote Balderhaar (1862 - 1887). Harmanus Johannes is het eerste kind uit deze relatie. Harmanus' moeder overleed in het kraambed in 1887, terwijl zij zwanger was van een derde kind. Als gevolg hiervan verzocht Joannes Gerardus om de achternaam van zijn vrouw bij de zijne te voegen, wat per koninklijk besluit door Koning Willem III werd toegezegd op 11 januari 1889. Joannes Gerardus, als ook zijn twee zonen heetten vanaf dat moment Groote Balderhaar ten Velde. De naam Groote Balderhaar verwijst naar Balderhaar, een dorp net over de Nederlands-Duitse grens bij Radewijk.
Beide zonen verlieten het ouderlijk huis aan de Voorstraat in Hardenberg in 1894 en 1895, vermoedelijk om in een 'compleet' gezin op te kunnen groeien. Harmanus Johannes verhuisde naar Valburg en voegde zich later bij zijn broertje dat in Rheden was gaan wonen. In oktober van 1898 verhuisden beiden naar de Brederodestraat in Amsterdam waar zij introkken bij het gezin Postmus, waarvan de vader, Simon, geschiedenisdocent was aan het gereformeerd gymnasium aan de Kalverstraat, waar beide jongens ook opgeleid werden.

## Loopbaan
Harmanus Johannes kwam in 1904 in dienstplicht en werd ingedeeld in het garnizoen van Naarden. Hij verscheen hier voor de Krijgsraad van het Hoog Militair Gerechtshof omdat hij met een rijwiel over het voetpad zou hebben gefietst. Hij woonde destijds bij de burgemeester van Uithoorn, Jan Matthijs van Meetelen en leerde daar drie jaar lang het vak, waarna hij naar Warnsveld verhuisde om een vacature als secretaire te vullen. Een jaar daarna, in 1907, kwam hij in Hoevelaken te werken als ambtenaar ter secretarie en ambtenaar van de burgerlijke stand. Een jaar later werd hij daar gepromoveerd tot gemeenteontvanger. De grootste sprong in zijn carrière kwam in september van 1910, toen hij door de koningin werd benoemd tot burgemeester van Werkendam, waar hij op vijf oktober werd geïnstalleerd.
In Werkendam zette Harmanus Johannes zich in voor onder andere de volksgezondheid. Hij richtte onder andere een lokale afdeling van het Groene Kruis op in 1911 en nam hij samen met burgemeesters van buurgemeenten een initiatief tot aanleg van een spoorlijn door het Land van Heusden en Altena en werd voorzitter van datzelfde comité, maar verder dan initiatieven kwam het project niet.
In 1912 stelde Groote Balderhaar ten Velde zich kandidaat voor een lidmaatschap van de Provinciale Staten, maar kreeg niet genoeg stemmen. Harmanus had ondertussen een wens om burgemeester te worden van Ambt Hardenberg, de gemeente waar onder andere zijn moeder geboren was. Hier was een burgemeesterspost vrijgekomen en Groote Balderhaar ten Velde solliciteerde er naar. De commissaris van de koningin in Noord-Brabant vond deze overstap te groot en stak er een stokje voor. Wel stond hij toe dat Harmanus solliciteerde naar de burgemeesterspost in Genemuiden, welk hem op 9 november 1914 per koninklijk besluit wordt toegezegd.
Groote Balderhaar ten Velde trouwde in mei 1915 met Heintje Hogervorst te Abcoude-Baambrugge. Drie jaar later overleed Harmanus' jongere broer aan de gevolgen van Spaanse griep. Harmanus' ambtsperiode in Genemuiden verliep verder zonder problemen en hij werd daarom in november van 1920 herkozen. Deze nieuwe ambtstermijn kon hij echter niet voltooien.

## Overlijden

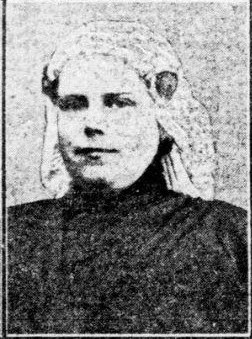
Heintje Groote Balderhaar-Hogervorst

Tijdens noodweer op 8 maart 1922 waren Harmanus en zijn vrouw op hun terugreis uit Hotel Monopole in Amersfoort waar zij de tachtigste verjaardag van zijn vader hadden gevierd. Beiden gingen samen met negen anderen de veerpont op over het Zwarte Water. De pont liep echter vol met water en de zware weersomstandigheden maakten dat tien van de elf opvarenden de oversteek niet haalden. De staaldraad waarlangs de pont voer kon de hevige golfslagen niet aan en brak, waarop de pont stuurloos vol liep met water. Elf personen vluchtten naar het roeibootje aan de achterzijde van de pont, maar deze kon het gewicht niet dragen en zonk. Harmanus en Heintje verdronken beiden. Heintje werd de volgende dag teruggevonden. Harmanus pas op tien april, zijn verjaardag.
Op veertien april 1922 (Goede Vrijdag) werden Harmanus Johannes en Heintje naar het familiegraf in Hardenberg gebracht. Allereerst werd op de begraafplaats van Genemuiden een herdenking gehouden, waar de kisten aanwezig waren. Van daar ging een rouwstoet door het hele dorp naar Zwolle, waar de kisten per trein naar Hardenberg werden gebracht. Aan het graf werd gesproken door onder andere de commissaris van de koningin, A.F.L. van Rechteren Limpurg, welke zich verplicht voelde een laatste groet te brengen aan de burgemeester.